# اليحموم (البيضاء)
اليحموم هي إحدى قرى الجمهورية اليمنية. تتبع جغرافيا لمحافظة البيضاء و إداريًا لمديرية الرياشيه. يبلغ تعداد سكانها 1296 نسمة حسب الإحصاء الذي أجري عام 2004.